# Motion Picture Association
La Motion Picture Association (MPA), anciennement Motion Picture Association of America (MPAA), est une association interprofessionnelle américaine qui représente les intérêts des plus grands studios hollywoodiens.
La MPA a été créée en 1945 sous le nom de Motion Picture Export Association afin de favoriser l'exportation des films américains et de lutter contre le protectionnisme dont ceux-ci étaient victimes. L'association a des bureaux à Washington, Bruxelles, New Delhi, Rio de Janeiro, Singapour, Mexico, Toronto et Jakarta.
Longtemps simple association d'intérêt, elle devient un lobby sous la présidence de Jack Valenti, ancien conseiller du président Lyndon B. Johnson. L'ancien ministre de l'agriculture de Bill Clinton, Dan Glickmann, lui succède, suivi par le sénateur (démocrate) Chris Dodd. Structure à but-non-lucratif, elle est devenue depuis les années 1960 le principal et plus puissant lobby du cinéma hollywoodien, et le représentant de fait des majors.
Elle est présidée entre 2011 et 2017 par l'ancien sénateur démocrate Christopher Dodd. En 2017, l'ancien ambassadeur Charles Rivkin lui succède en 2017.

## Histoire
L'association fut fondée en 1922 sous le nom de Motion Picture Producers and Distributors of America (MPPDA) par les trois grands studios de production de l'époque, Famous Players-Lasky, Metro-Goldwyn et First National, avec pour premier président William Harrison Hays.
Longtemps simple association d'intérêt, elle va devenir peu à peu un important lobby avec l'arrivée à sa présidence de Jack Valenti, ancien conseiller du président Lyndon B. Johnson en 1972. Homme de communication, Valenti transforme une simple association corporatrice en une organisation majeure, rayonnant à travers le monde.
L'ancien ministre de l'agriculture de Bill Clinton, Dan Glickmann, lui succède, suivi par le sénateur (démocrate) Chris Dodd jusqu'en 2017.
Le documentaire américain This Film Is Not Yet Rated sorti en 2006 enquête sur le système de classement de la MPAA, et critique cette dernière.
La MPAA a proposé aux universités américaines un logiciel pour surveiller les échanges de fichiers, spécialement ceux qui enfreindraient le copyright des films. La distribution et l'utilisation de ce logiciel, MPAA University Toolkit, ont été interdites car elles se faisaient à l'encontre du droit d'auteur des logiciels sur lesquels il était fondé (University Toolkit et Xubuntu).
En septembre 2013, la MPAA a affirmé que l'algorithme des principaux moteurs de recherche favorisaient l'accès à des sites de piratage d'œuvres audiovisuelles.
En septembre 2019, l'association met à jour son image de marque pour refléter la nature mondiale de l'industrie du cinéma, de la télévision et du streaming, en changeant officiellement son nom en Motion Picture Association (MPA), un nom qui était déjà utilisé à l'échelle internationale depuis 1994. Un nouveau logo est également entré en vigueur à cette occasion.

## Membres
Les membres de la MPA sont, :
- Paramount Pictures ;
- Sony Pictures Entertainment ;
- Netflix Studios ;
- Universal City Studios LLLP ;
- The Walt Disney Studios ;
- Warner Bros. Entertainment Inc.
- Amazon MGM Studios
- Amazon Prime Video

20th Century Studios s’est retiré après son rachat par Walt Disney Studios Motion Pictures en mars 2019. Pour maintenir le nombre de membres à six, à la suite de cette acquisition, Netflix Studios a été approuvé en tant que nouveau membre.

## Présidents
Les présidents exécutifs de la MPAA ont été :
- Jack Valenti (1972-2004)
- Dan Glickman, ancien ministre de l'Agriculture de Bill Clinton (2004-2010)
- Christopher Dodd, ancien Sénateur démocrate (2011-2017)
- Charles Rivkin, ancien ambassadeur des États-Unis en France (depuis 2017)[11].

## Classification des films
Pour diverses raisons, l'association s'est imposé un code « déontologique » d'autocensure, le Code Hays ou Motion Picture Production Code. C'est la MPAA qui assure la classification des films aux États-Unis. La soumission d'un film à l'évaluation de la MPAA n'est pas obligatoire, les films non classés recevant la mention « UNRATED » (non classifié). Peu de producteurs renoncent cependant à présenter leurs films à cette instance d'évaluation ; rares en effet sont les cinémas qui diffusent des films classés UNRATED, ce qui diminue leur surface de diffusion et leurs chances de toucher un large public.
| Symbole                                     | Signification |
| ------------------------------------------- | --- |
| G rating symbol. · G rating symbol.         | G - General Audiences Tous publics (1968- ) (Équivalents : Jeux vidéo : E (Everyone) ; Télévision : High TV-Y, Low TV-G) |
| PG rating symbol. · PG rating symbol.       | PG - Parental Guidance Suggested Certaines scènes ou propos sont susceptibles de heurter la sensibilité des plus jeunes Accord parental souhaitable (1972- ) (Équivalents : Jeux vidéo : E10+ ; Télévision : High TV-G, Low TV-PG) |
| PG-13 rating symbol. · PG-13 rating symbol. | PG-13 - Parents Strongly Cautioned Certaines scènes ou propos peuvent heurter la sensibilité des moins de 13 ans Accord parental recommandé, film déconseillé aux moins de 13 ans (1984- ) (Équivalents : Jeux vidéo : T (Teen) ; Télévision : High TV-PG, Low TV-14) |
| R rating symbol. · R rating symbol.         | R - Restricted Les enfants de moins de 17 ans doivent être accompagnés d'un adulte (1968- ) (Équivalents : Jeux vidéo : M (Mature) ; Télévision : High TV-14, Low TV-MA) |
| NC-17 rating symbol. · NC-17 rating symbol. | NC-17 - No Children 17 And Under Admitted Interdit aux moins de 17 ans (Réservé à un public majeur) [Interdit aux enfants de moins de 18 ans] (remplace le classement X, qui était mal compris ; jusqu'en 1996 : "No Children Under 17 Admitted", interdit aux enfants de moins de 17 ans) (1990– ) (Équivalent : Jeux vidéo : AO (réservé aux adultes) ; Télévision : High TV-MA) |

Le classement G est réservé aux œuvres ne comportant absolument aucune scène ou idée même légèrement dérangeante ou incongrue ; le moindre de ces éléments suffit à faire basculer l’œuvre dans une catégorie supérieure.